# 阿利夫·哈吉耶夫
阿利夫·哈吉耶夫·拉蒂夫·奥格鲁（1953年6月24日—1992年2月26日），是一名阿塞拜疆的军事指挥官。曾担任霍贾利机场的指挥官、少校，后被追授为阿塞拜疆国家英雄。

## 生平

### 早年
1953年6月24日，阿利夫·哈吉耶夫出生在霍贾利。1971年至1973年，哈吉耶夫在苏联武装部队服役，驻扎在白俄罗斯苏维埃社会主义共和国明斯克。1974年至1984年，他在白俄罗斯苏维埃社会主义共的内务部和阿塞拜疆苏维埃社会主义共和国纳戈尔诺－卡拉巴赫自治州的民兵中担任职务。1990年12月，哈吉耶夫被任命为霍贾利机场的指挥官。1991年12月，他被提升为少校军衔。

### 霍贾利大屠杀

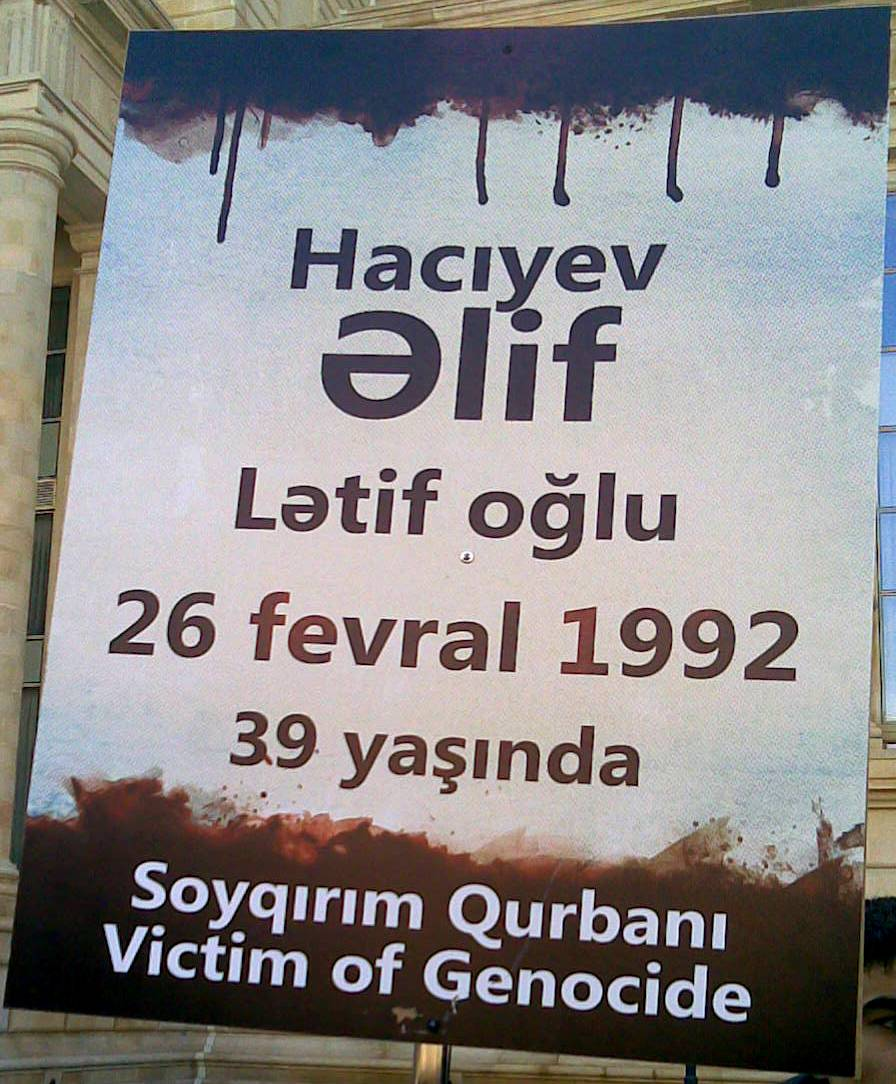
霍贾利大屠杀纪念活动

第一次纳戈尔诺-卡拉巴赫战争爆发后，亚美尼亚部队围困了霍贾利长达数月，期间小镇在没有煤气、电力，食物供应也十分有限。1992年2月25日，当亚美尼亚人从三面进攻时，阿利夫下令撤离该镇。为数不多的守军在哈吉耶夫领导下，一起护送着当地平民人群沿着戈尔戈尔河谷连夜赶往纳希切瓦尼克附近的开阔平原，这里距离阿格达姆雪莱村的阿塞拜疆阵地只有6英里。2月26日凌晨，亚美尼亚武装分子在那里开始大规模杀害阿塞拜疆平民，史称霍贾利大屠杀。

### 阵亡
阿利夫·哈吉耶夫率领40人的留守部队护送数百名阿塞拜疆平民逃离霍贾利。在分批穿越一条公路时，哈吉耶夫的部队与亚美尼亚军队交火。在掩护第三组时，哈吉耶夫在更换弹夹中，遭到亚美尼亚部队的袭击，子弹击中他的头部。40人的留守部队最终只有10人幸存下来。2月26日，无法撤退的613名阿塞拜疆民众惨遭亚美尼亚军队杀害。

## 荣誉
哈吉耶夫的遗体被埋葬在巴库的烈士长廊。
阿利夫·哈吉耶夫遗孀是加拉·哈吉耶娃（Gala Hajiyeva），育有两个女儿。1992年6月6日，阿塞拜疆总统发布第831号总统令，追授其为阿塞拜疆国家英雄。

## 相关
- 霍贾利大屠杀
- 第一次纳戈尔诺-卡拉巴赫战争
- 阿塞拜疆国家英雄